# Inga conferta
Inga conferta är en ärtväxtart som beskrevs av George Bentham. Inga conferta ingår i släktet Inga och familjen ärtväxter. Inga underarter finns listade i Catalogue of Life.